# デイヴィッド・カーネギー (1772年生の実業家)
デイヴィッド・カーネギー（英語: David Carnegie the Elder、スウェーデン語: David Carnegie den äldre、1772年1月8日 チャールトン – 1837年1月10日 ヨーテボリ）は、スウェーデンで活躍した、スコットランド出身の貿易業者。カーネギー投資銀行の前身にあたる貿易会社D・カーネギー社（D. Carnegie & co.）を創設したことで知られる。

## 生涯
ジョージ・カーネギー（1726年 – 1799年）と妻スーザン（Susan、旧姓スコット（Scott）、1821年4月14日没、デイヴィッド・スコットの長女）の息子として、1772年1月8日にスコットランドのチャールトン（Charleton）で生まれた。父はジャコバイトとして1745年ジャコバイト蜂起に参加した後、スウェーデンに逃亡してヨーテボリで20年ほど商人を務め、1767年ごろに帰国したという経歴を持つ人物であり、デイヴィッドは父の帰国後に本国で生まれた子供だった。
1786年にヨーテボリに送られ、父の会社で商人としての教育を受けた。1787年から1792年まで在ヨーテボリイギリス領事トマス・アースキンの秘書を務めた後、1793年にジョン・ホールから雇われて会計士になった。1807年にホールが破産したとき、会計報告の不足や法律違反でホールから訴えられたが、有罪判決を受けることはなかった。
1799年にアースキンが爵位を継承して第9代ケリー伯爵になり、帰国することになったため、カーネギーは父の貿易会社を引き継ぎ、1801年にヨーテボリで商業活動を行うための市民権を取得、1803年には簿記係のヤン・ランベリ（Jan Lamberg）を共同経営者として招き入れ、社名をD・カーネギー社（D. Carnegie & co.、現カーネギー投資銀行）に変更した。以降D・カーネギー社はヴェルムランド地方での土地購入、同業他社の買収など事業拡大を続け、カーネギーの存命中にはヴェルムランドから産出する木材や鉄を輸出し、イギリス、フランス、アメリカなどからワイン、肉、塩など多くの品物を輸入する、スウェーデンでも外国でも有名な会社になった。
1836年にランベリが死去すると、娘の夫デイヴィッド・カーネギーを共同経営者として招いた。1837年1月10日、ヨーテボリで死去した。遺産は約95万リクスダーラーに上った。

## 家族
1801年にアン・クリスチャン・ベックマン（Anne Christian Beckman）と結婚、1女をもうけた。
- スーザン・メアリー・アン（Susan Mary Anne） - 1845年に叔父ジェームズの息子デイヴィッド（1813年5月3日 – 1890年2月15日[3]）と結婚、子供あり[2]